# 26501 Sachiko
26501 Sachiko è un asteroide della fascia principale. Scoperto nel 2000, presenta un'orbita caratterizzata da un semiasse maggiore pari a 2,6742932 UA e da un'eccentricità di 0,1955929, inclinata di 13,07876° rispetto all'eclittica.